# Epic Games Store
Epic Games Store es una tienda de videojuegos digitales creada por Epic Games. Se lanzó el 6 de diciembre de 2018 como un sitio web y un software independiente, de los cuales se requiere este último para descargar y jugar juegos. La tienda proporciona un catálogo básico, administración de listas de amigos, emparejamiento y otras características. Epic Games tiene planes adicionales para expandir el conjunto de características, pero no planea agregar tantas características como otras plataformas de distribución digital, como foros de discusión o reseñas de usuarios, sino que utiliza plataformas de redes sociales existentes para respaldarlas.
Epic ingresó al mercado de la distribución después del éxito de Fortnite, que Epic distribuyó a través de sus propios canales a los usuarios de Windows y macOS en lugar de otras tiendas. Tim Sweeney, fundador y director ejecutivo de Epic Games, había expresado su opinión de que el recorte de ingresos de Steam, la tienda dominante dirigido por Valve, era demasiado alto en un 30%, y sugirió que podían administrar una tienda con tan solo 8% de reducción sin dejar de ser rentable. Para el lanzamiento, Epic Games se había decidido por un recorte de ingresos del 12% para los títulos publicados a través de la tienda, además de reducir las tarifas de licencia para los juegos creados en su motor Unreal Engine, normalmente el 5% de los ingresos.
Epic Games atrajo a los desarrolladores y editores al servicio ofreciéndoles acuerdos de exclusividad de tiempo para publicar en la tienda, a cambio de un ingreso mínimo asegurado, incluso si Epic tuvo una pérdida en los juegos de bajo rendimiento. Epic también ofrece uno o dos juegos gratis cada jueves de la semana para ayudar a atraer a más usuarios. Si bien el escaparate se ha considerado exitoso, las críticas de los usuarios se han dirigido a Epic Games y a aquellos desarrolladores y editores que optan por acuerdos de exclusividad, afirmando que estos están segmentando el mercado.
Actualmente la tienda no cuenta con foros o sección de discusión de algún tipo para que entre usuarios y desarrolladores puedan solventar problemas que pueda tener algún videojuego, debido a esto, los usuarios se ven obligados a recibir ayuda desde otros sitios en lugar de poder hacerlo dentro de la misma tienda/launcher.

## Tienda y software
Epic Games Store es una tienda de juegos disponibles a través de la web y está integrado en la aplicación de inicio de Epic Games. Tanto la web como la aplicación permiten a los jugadores comprar juegos, mientras que a través del lanzador el jugador puede instalar y mantener sus juegos actualizados.
Epic planeó ofrecer un juego gratis cada dos semanas hasta 2019; esto se incrementó a un juego gratis cada semana en junio de 2019. Desde entonces, Epic afirmó que planeaban continuar con el programa de juegos gratuitos hasta 2021. Durante los primeros dieciocho meses de este programa, Epic había repartido más de dos mil dólares en juegos, según lo estimado por PCGamesN. Algunas ofertas de juegos gratuitos habían sido muy populares; en su sorteo para Grand Theft Auto V en mayo de 2020, más de siete millones de nuevos usuarios reclamaron el sorteo además de los existentes, y bloquearon temporalmente los servidores de Epic, y más tarde, más de 19 millones de usuarios obtuvieron una copia gratuita de Star Wars Battlefront II ofrecido en enero de 2021, con la nueva afluencia de jugadores que bloquean los servidores del juego brevemente. Los documentos revelados durante la demanda de Epic Games v. Apple en 2021 mostraron que en los regalos de la tienda antes de 2020, Epic pagó compras a los desarrolladores del juego gratuito que generalmente oscilaron entre $100,000 y $1 millón de dólares, y midieron este rendimiento en nuevos usuarios atraídos por la tienda del orden de 100.000 nuevos usuarios, con un promedio de compra de entre 0,50 y 5,00 dólares por usuario nuevo. Epic Games también ha ofrecido ventas, en las que se llevan descuento. Por ejemplo, su primera venta en toda la tienda en mayo de 2019 ofreció un descuento de US $ 10 en cualquier juego valorado en US $ 15 o más.
La tienda en el lanzamiento tenía un conjunto básico de características, pero Epic planea desarrollar subconjuntos de características comparables a otras tiendas digitales. Con el tiempo, el escaparate ofrecerá reseñas de usuarios, pero los desarrolladores optarán por esta función para evitar el uso indebido de actividades como el bombardeo de reseñas. El almacenamiento en la nube se agregó en agosto de 2019, mientras que el soporte preliminar para los logros y las modificaciones de los usuarios se agregaron en julio de 2020. No hay planes para incluir foros de usuarios internos. La tienda incluirá un sistema de soporte basado en tickets para que los usuarios informen errores y problemas técnicos de los juegos a los desarrolladores, mientras que se animará a los desarrolladores a vincularse a foros externos y canales sociales de su elección, como Reddit y Discord, en lugar del escaparate. foros empatados. Sin embargo, un sistema de chat de grupo, similar a las características de Discord, se implementará en 2021 para permitir que los amigos conversen mientras están en juegos admitidos por la tienda. La información obtenida de OpenCritic se agregó a las páginas de la Tienda de productos en enero de 2020 para proporcionar a los usuarios información crítica de revisión. La tienda no tiene características como soporte para cascos de realidad virtual, ni se espera que tenga "características en forma de juego" similares a las tarjetas coleccionables de Steam diseñadas para impulsar las ventas.
Siempre que sea posible, Epic planea extender su programa "Apoya a un creador" que había lanzado en Fortnite Battle Royale a otros juegos ofrecidos en la tienda. Con el programa Support a Creator, los jugadores pueden optar por indicar un streamer o creador de contenido, seleccionado por Epic en función de las solicitudes enviadas, para apoyar. Los streamers admitidos luego reciben ingresos de Epic Games en microtransacciones realizadas a través de Epic Games Store de los jugadores que los apoyaron, incentivando a estos creadores de contenido; dentro de Fortnite, los creadores habían recibido alrededor del 5% del valor en efectivo de las microtransacciones.

## Historia
Antes de Epic Games Store, el principal canal de distribución digital para juegos de computadora personal era Steam, aunque existían otros competidores como GOG.com, Origin y Uplay. Valve realiza un recorte del 30% en los ingresos de todos los juegos vendidos a través de Steam. En agosto de 2017, Tim Sweeney de Epic sugirió que el 30% era demasiado, y que Valve aún podría obtener ganancias si recortaban su participación en los ingresos al 8%.
A principios de diciembre de 2018, Epic Games anunció que abriría una tienda digital para desafiar a Steam. Epic planeaba competir con Valve en la participación de los desarrolladores de juegos en las ganancias: 88% con Epic, contra 70% con Valve. Epic también renunciaría a la tarifa de ingresos estándar del 5% que normalmente se aplica a los juegos que usan Unreal Engine si se publicaran en Epic Game Store. Según los cálculos de Epic, la parte reducida de las ganancias de la tienda era suficiente para ser rentable. Epic también dijo que no impondría restricciones de gestión de derechos digitales (DRM) en los juegos vendidos a través de su plataforma. La tienda abrió días después, el 6 de diciembre de 2018, como parte de The Game Awards 2018, con un puñado de juegos y una breve lista de los próximos títulos. Se espera que la tienda se abra para plataformas macOS y Windows antes de expandirse a Android y otras plataformas. Epic pretende lanzar una tienda para dispositivos Android, sin pasar por Google Play Store, donde de manera similar solo tendrá un recorte del 12% en comparación con el 30% de Google. Si bien el monopolio de Apple, Inc. en el sistema iOS actualmente hace que sea imposible para Epic lanzar una tienda allí, los analistas creen que si Google reacciona a la tienda de aplicaciones de Epic reduciendo su corte, Apple será presionada para que siga su ejemplo.
Antes del lanzamiento de la tienda, su Director de publicidad, Sergey Galyonkin, había visitado Steam Spy, un sitio web que recopilaba datos de uso de Steam de perfiles públicos para crear estadísticas de ventas públicas. Dirigió el sitio como un proyecto paralelo, pero lo usó para aprender qué querrían los desarrolladores de la tienda de Epic, es decir, menos elementos sociales y menos desorden visual. La tienda se diseñara a mano hasta que se abra a las presentaciones de los desarrolladores a mediados de 2019. Una vez en este punto, el personal de Epic todavía tendrá que aprobar los juegos para la tienda, un proceso que "se enfoca principalmente en el aspecto técnico de las cosas y la calidad general", según Tim Sweeney. Epic no planea permitir el contenido maduro solo para adultos en la tienda.
En enero de 2019, Ubisoft anunció que su próximo videojuego The Division 2, será puesto a la venta a través de Epic Games Store (y en Uplay de la propia Ubisoft), Este es el primera juego triple A que se publica en la tienda de Epic Games. Deep Silver hizo lo propio ese mismo mes y anunció que Metro Exodus será exclusivo de Epic Games Store por un año, a un precio reducido de US $ 50 comparado con los US $ 60 cuando se ofreció en otras tiendas. A mediados de mayo de 2020 se regaló el juego de Grand Theft Auto V en dicha tienda durante una semana, como se suele hacer, aumentando la cantidad de usuarios que usan la Epic Games Store y provocando una caída en los servidores que duró varias horas.

## Recepción
La tienda Epic Games se anunció unos días después de que Valve revelara un cambio en el modelo de distribución de ingresos de Steam que redujo los ingresos que Valve se lleva en función de lo que venda un videojuego. Varios desarrolladores de juegos independientes expresaron su preocupación de que este cambio estaba destinado a ayudar a mantener a los desarrolladores y editores de juegos triple A e hizo poco para apoyar a los desarrolladores más pequeños. Como tal, cuando se anunció la Epic Games Store, varios periodistas lo vieron como potencialmente perjudicial para el modelo actual de Steam. Algunos desarrolladores ya han anunciado planes para lanzar juegos que planeaban lanzar a través de Steam ahora exclusivamente a través de Epic Games Store, o para tener exclusividad temporal en la tienda de Epic antes de aparecer en otras tiendas.
Durante su primer año en 2019, Epic informó que la tienda atrajo a 108 millones de clientes y generó más de US $ 680 millones en ventas, con US $ 251 millones gastados en juegos de terceros. De esos juegos de terceros, el 90% de las ventas provinieron de las exclusivas por tiempo limitado de Epic Games Store. En general, Epic declaró que las ventas totales fueron un 60% más altas de lo que habían anticipado. Para 2020, Epic declaró que la tienda había alcanzado 160 millones de jugadores, 31 millones de jugadores activos diarios y ventas anuales de más de 700 millones de dólares (265 millones de dólares de eso para títulos de terceros). Según los datos recopilados por Simon Carless en 2021, de la primera ola de juegos exclusivos de la tienda de Epic en 2019, solo Satisfactory había superado lo que Epic pagó por esa exclusividad, y junto con Dauntless son los únicos dos juegos que se espera que obtengan ganancias.

### Reacciones a la exclusividad de la tienda
Para competir contra Steam, Epic Games ha organizado con frecuencia lanzamientos de juegos exclusivos en el tiempo en la tienda de Epic Games antes que en otras tiendas, por lo general durante seis meses o un año. Tim Sweeney afirmó que esta estrategia era la única forma de desafiar la posición dominante de Steam, y dejaría de buscar la exclusividad si Valve reducía su participación en los ingresos del 30 por ciento. De lo contrario, Epic seguirá aceptando ofertas de exclusividad en la tienda de Epic Games de cualquier desarrollador o editor que esté interesado, independientemente de los planes anteriores que haya hecho con Steam u otras tiendas.
Algunos consumidores han reaccionado negativamente hacia estos acuerdos de exclusividad, ya que parece crear una división en la comunidad de juegos similar a los juegos que se lanzan con exclusividad cronometrada en consolas domésticas. Metro Exodus, de los desarrolladores 4A Games y publicado por Deep Silver, había sido planeado como un lanzamiento de Steam. Sin embargo, Deep Silver anunció unas semanas antes del lanzamiento que el juego sería exclusivo cronometrado en Epic Games Store, eventualmente disponible en Steam un año después del lanzamiento. Algunos usuarios se sintieron molestos por esto, revisaron el bombardeo del juego en Steam y se quejaron en 4A Games. Deep Silver respaldó 4A Games y señaló que la decisión de la exclusividad de Epic Games Store fue tomada por la empresa matriz de Deep Silver, Koch Media. En los días que siguieron al lanzamiento de Metro Exodus, los jugadores utilizaron el sistema de críticas de Steam para alabar el juego, ya que Epic Games Store carecía de reseñas de usuarios en ese momento. Phoenix Point, un sucesor espiritual de X-COM por el diseñador Julian Gollop, fue financiado colectivamente con éxito con jugadores que tenían la opción de canjear claves en Steam o GOG.com. En marzo de 2019, Gollop anunció que habían optado por hacer que Phoenix Point fuera exclusivo de Epic Games Store durante un año; los patrocinadores obtendrían una clave de canje para Epic Games Store, así como para Steam o GOG un año después, cuando finalizara el período de exclusividad, además de recibir el contenido descargable del primer año de forma gratuita. Gollop explicó que con el acuerdo de exclusividad, su equipo recibió apoyo financiero adicional para terminar Phoenix Point. Varios patrocinadores se enojaron con esta decisión, creyendo que el equipo de Gollop usó sus fondos para llevar el juego a un punto en el que pudieran obtener inversión externa y luego cambiar la dirección del juego. Gollop afirmó que el acuerdo con Epic Games no alteró la dirección final de Phoenix Point, pero ofreció reembolsos completos a los patrocinadores si así lo deseaban.
Glumberland, los desarrolladores de Ooblets, anunciaron que el juego sería exclusivo de Epic Games Store a fines de julio de 2019, citando que el apoyo financiero de Epic ayudaría a mantener el estudio a flote hasta su lanzamiento y les proporcionaría una mejor división de ingresos. En el anuncio de Ben Wasser de Glumberland, incluyó lo que sintió que había sido un lenguaje de broma relacionado con las críticas a la exclusividad de Epic Games Store, llamando a los que se quejaban "jugadores inmaduros y tóxicos", pero que la situación era "nada por lo que preocuparse". A raíz de esto, Wasser y otros en Glumberland comenzaron a recibir miles de mensajes negativos hostiles relacionados con el anuncio, incluidas amenazas. Wasser no esperaba que la comunidad reaccionara al mensaje de esa manera, y trató de aclarar la posición de Glumberland de necesitar el apoyo de Epic en lugar de cualquier intento de despreciar a la comunidad de jugadores. Sweeney habló más tarde de que la campaña contra Ooblets representa una tendencia creciente en la comunidad basada en "la creación y promoción coordinada y deliberada de información falsa, incluidas capturas de pantalla, videos y análisis técnicos falsos, acompañados de acoso a socios, promoción de temas que incitan al odio, e intimidación de aquellos con puntos de vista opuestos ". Sweeney dijo que Epic está trabajando con sus socios y desarrolladores para tratar de mejorar la situación y apoyar a aquellos que son objetivo de tales maneras.
Surgieron más problemas sobre la exclusividad después de que Unfold Games, que se encontraba en las etapas finales de preparación para lanzar su juego DARQ, informara sobre sus interacciones con Epic Games. DARQ se había establecido como un lanzamiento de Steam durante varios meses y los desarrolladores anunciaron que estaban a punto de lanzarse en 2019. Según Unfold Games, Epic Games se acercó a ellos para que tuvieran el juego en la tienda de Epic Games, además de brindar apoyo financiero. Sin embargo, cuando se le preguntó, Epic Games aclaró que Unfold tendría que vender el juego exclusivamente en Epic Games Store, teniendo que retirar el juego de Steam por un período de un año. Unfold decidió no ir con Epic Games, y señaló que una gran parte de su marketing para la recaudación de fondos era un énfasis importante en el lanzamiento en Steam. Por lo tanto, se sintieron obligados a lanzar Steam a pesar de que Epic Games Store es posiblemente una mejor opción en muchos aspectos. Como resultado de la atención de los medios con respecto a Epic Games Store, Unfold lanzó DARQ como un juego sin administración de derechos digitales en Steam y GOG.com. Algunos periodistas han expresado su preocupación de que el gran enfoque de Epic en la exclusividad pueda dañar su intención.
Después de una serie de otros lanzamientos planificados exclusivos en el tiempo en Epic Games Store anunciados durante la Conferencia de desarrolladores de juegos de 2019 y más quejas de los jugadores sobre esto, Steve Allison, jefe de la división de escaparates, admitió que no querían causar tal interrupción en la comunidad de jugadores. Según Allison, intentarán evitar hacer acuerdos de exclusividad a gran escala tan cerca del lanzamiento de un juego y tratarán de respetar lo que la comunidad quiere. Tras quejas similares de los patrocinadores de Shenmue III que estaban molestos por el retraso del lanzamiento de Steam, Epic Games anunció que con Shenmue III y cualquier juego futuro financiado por la multitud que termine con la exclusividad de Epic Games Store, cubrirá los costos de cualquier solicitud de reembolso. de patrocinadores.

### Otras críticas
Las quejas presentadas en Epic Games Store también han incluido reclamos disputados de Epic o del cliente de Store que recopilan datos sobre los usuarios para venderlos en China, como si se tratara de software espía. Esta crítica fue impulsada por una publicación de Reddit que afirmaba que el cliente de la Tienda estaba recopilando datos del usuario y afirmaba que estaba vinculado a la participación de Tencent con Epic. Tencent es el editor de videojuegos más grande del mundo y desde 2012 ha tenido el 40% de propiedad de Epic Games. Debido a la naturaleza de la supervisión que tiene el gobierno chino con los productos lanzados en China, Tencent, al igual que la mayoría de las otras empresas de medios y tecnología, debe mantener una relación estrecha con el gobierno y otorgarle al gobierno una supervisión parcial de la empresa. Según los escritores de USGamer y Polygon, debido al estado de las relaciones políticas entre Estados Unidos y China en el momento en que se lanzó la tienda, junto con la desconfianza general hacia los jugadores chinos y la sinofobia entre algunos jugadores de videojuegos occidentales, esta acusación llamó la atención de muchos. que repitió las afirmaciones de la publicación de Reddit y llevó a estas personas a boicotear la Tienda y los editores que optaron por vender sus juegos exclusivamente en la tienda. Epic ha declarado que hay un seguimiento de datos, pero solo para admitir funciones útiles, como importar las listas de amigos de Steam a su cliente, o rastrear la audiencia de medios de transmisión para su programa Support-A-Creator. Parte de la información en la publicación de Reddit refleja los métodos iniciales para recopilar estos datos, pero Epic declaró que solo usaron los datos para dichas funciones y, desde entonces, ajustaron su acceso a los datos para estar más en línea con la forma en que se debe manejar la configuración de privacidad.
En abril de 2021, en la demanda de Epic Games v. Apple, Apple presentó un expediente judicial que afirmaba que Epic Games Store estaba funcionando con una pérdida significativa y probablemente no sería rentable hasta 2027, según la declaración de la administración financiera de Epic, y por lo tanto requiriendo que Epic asegure ingresos de sus otros flujos de productos. Apple afirmó que Epic había perdido alrededor de $ 400 millones en la tienda de 2019 a 2020, principalmente debido a las garantías mínimas que brinda a los desarrolladores para llevar su juego a la tienda y de sus ofertas de exclusividad en la tienda. Tim Sweeney, en respuesta a esta afirmación a través de Twitter, declaró que la tienda "ha demostrado ser un éxito fantástico para llegar a los jugadores con grandes juegos y una fantástica inversión para hacer crecer el negocio".

### Consumo de recursos
PC Gamer descubrió que en determinadas configuraciones de laptops, Epic Games Store puede acortar la vida útil de la batería hasta en un 20% incluso cuando no se usa (la ventana de Epic Games Store está cerrada y la aplicación se minimiza en la bandeja). En la mayoría de los dispositivos, este impacto es más leve, con solo un 5%.